# Rustaweli-Theater

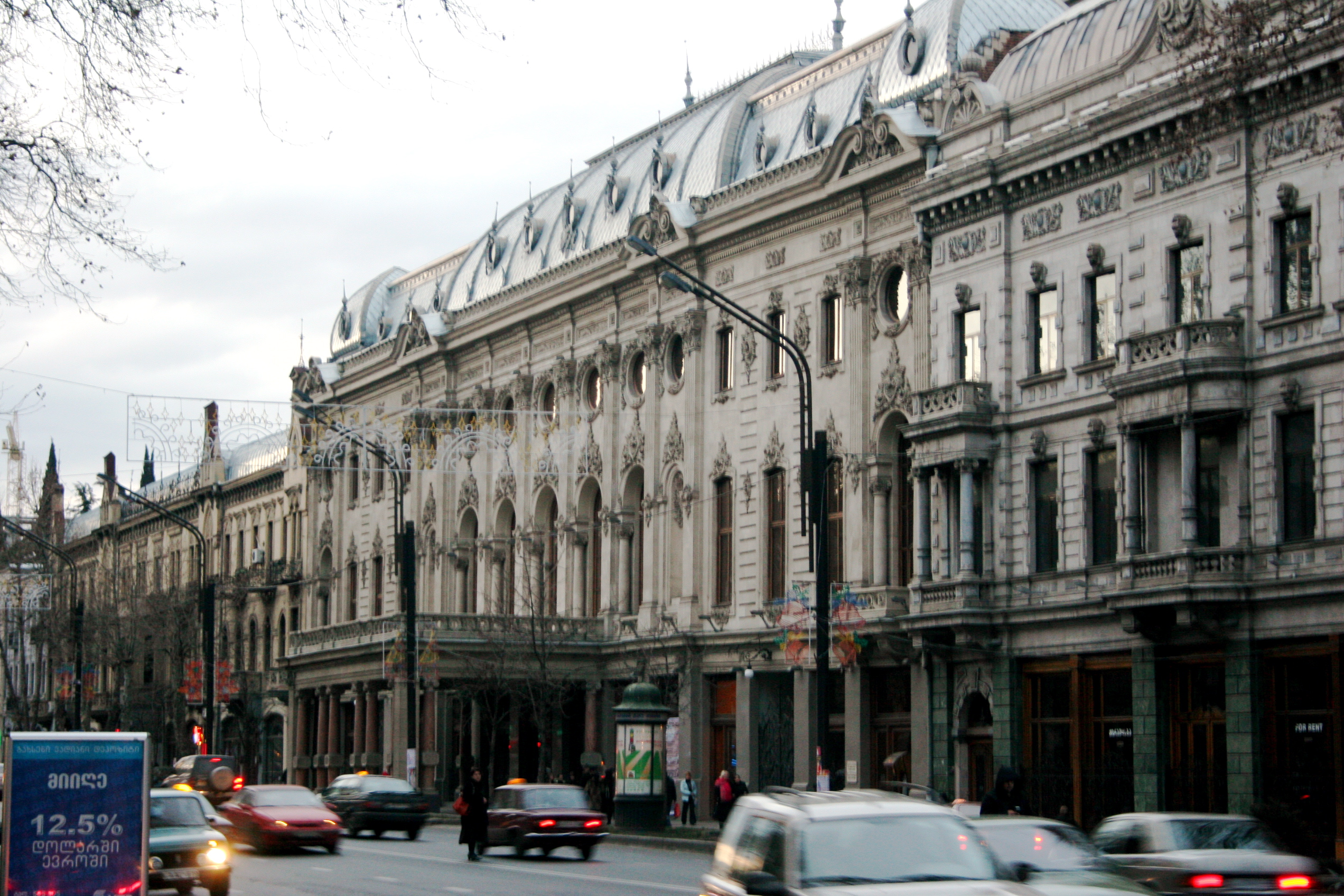
Rustaweli-Theater

Das Akademische Schota-Rustaweli-Theater (georgisch შოთა რუსთაველის სახელობის აკადემიური თეატრი), kurz Rustaweli-Theater (georgisch რუსთაველის ტეატრი), ist ein staatliches Theater in Tiflis, Georgien.

## Geschichte
Das Theater wurde im Jahre 1878 als eine „Künstler-Gemeinschaft“ (georgisch საარტისტო საზოგადოება) gegründet. Seit 1921 trägt es den Namen von Schota Rustaweli, einem georgischen Dichter und Literaten des Mittelalters. Später erhielt es den Ehrentitel Akademisches Theater. Die Leiter des Theaters waren Kote Mardschanischwili (1922–1926), Sandro Achmeteli (1926–1935), Micheil Tumanischwili (1968–1969), Temur Tschcheidse (1969–1979) und Robert Sturua (seit 1979). Das Gebäude, in dem sich das Rustaweli-Theater befindet, wurde 1898–1901 für die Künstler-Gemeinschaft nach Entwürfen der Architekten Szimkiewicz und Tatijschchew errichtet. Es liegt in der Straße Rustawelis Gamsiri im Zentrum von Tiflis. Im schwersten Nachkriegsjahr 1919 wurde das Café im Keller des Hauses der Treffpunkt der Symbolisten rund um den Künstler- und Literatenkreis Blaue Hörner; dem Café gaben sie den Namen Chimerioni (dt. Schimäre). Ihr künstlerisches Programm ist von ihnen auf den Wänden des Cafés verewigt worden.

## Galerie

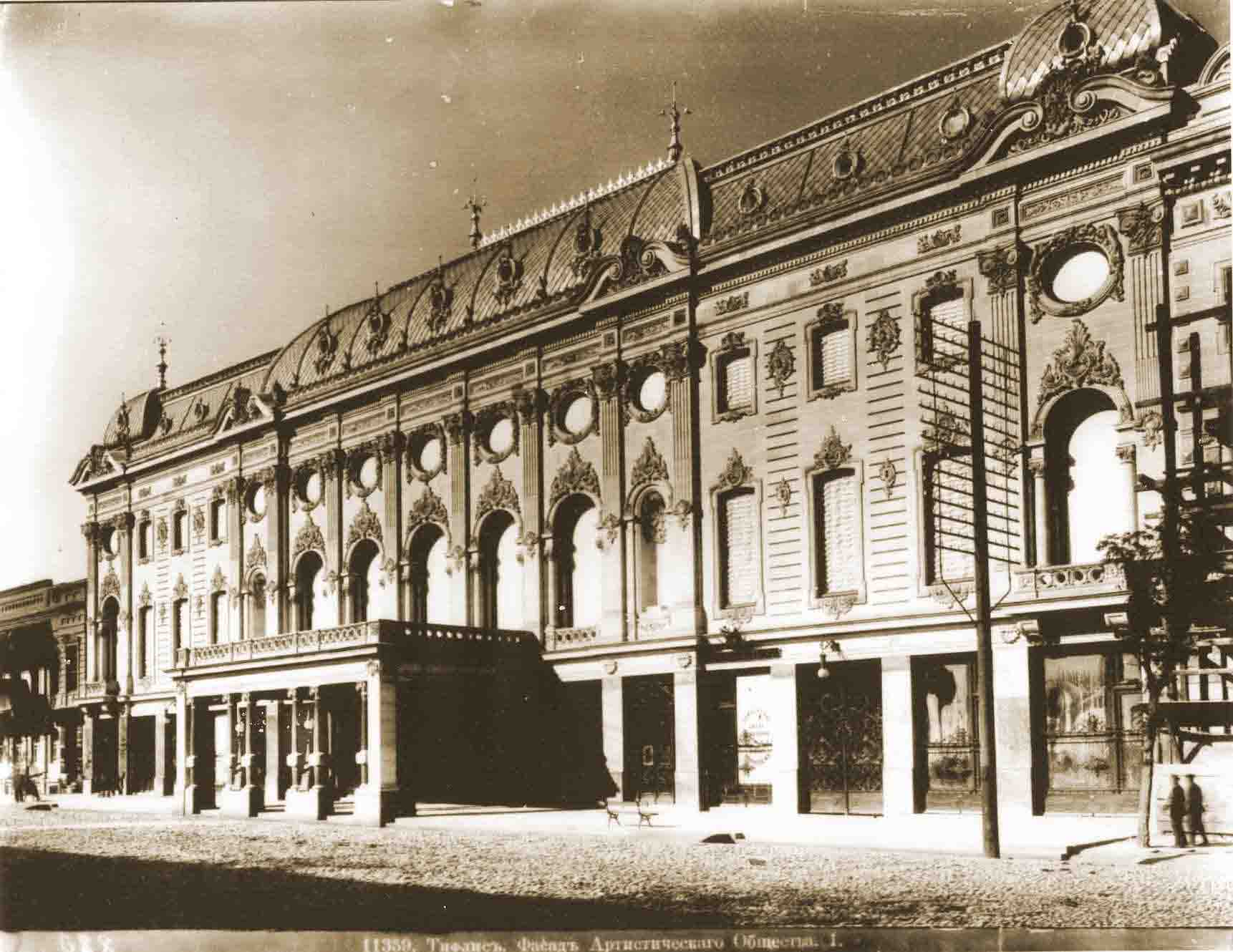
Ein altes Foto des Rustaweli-Theaters
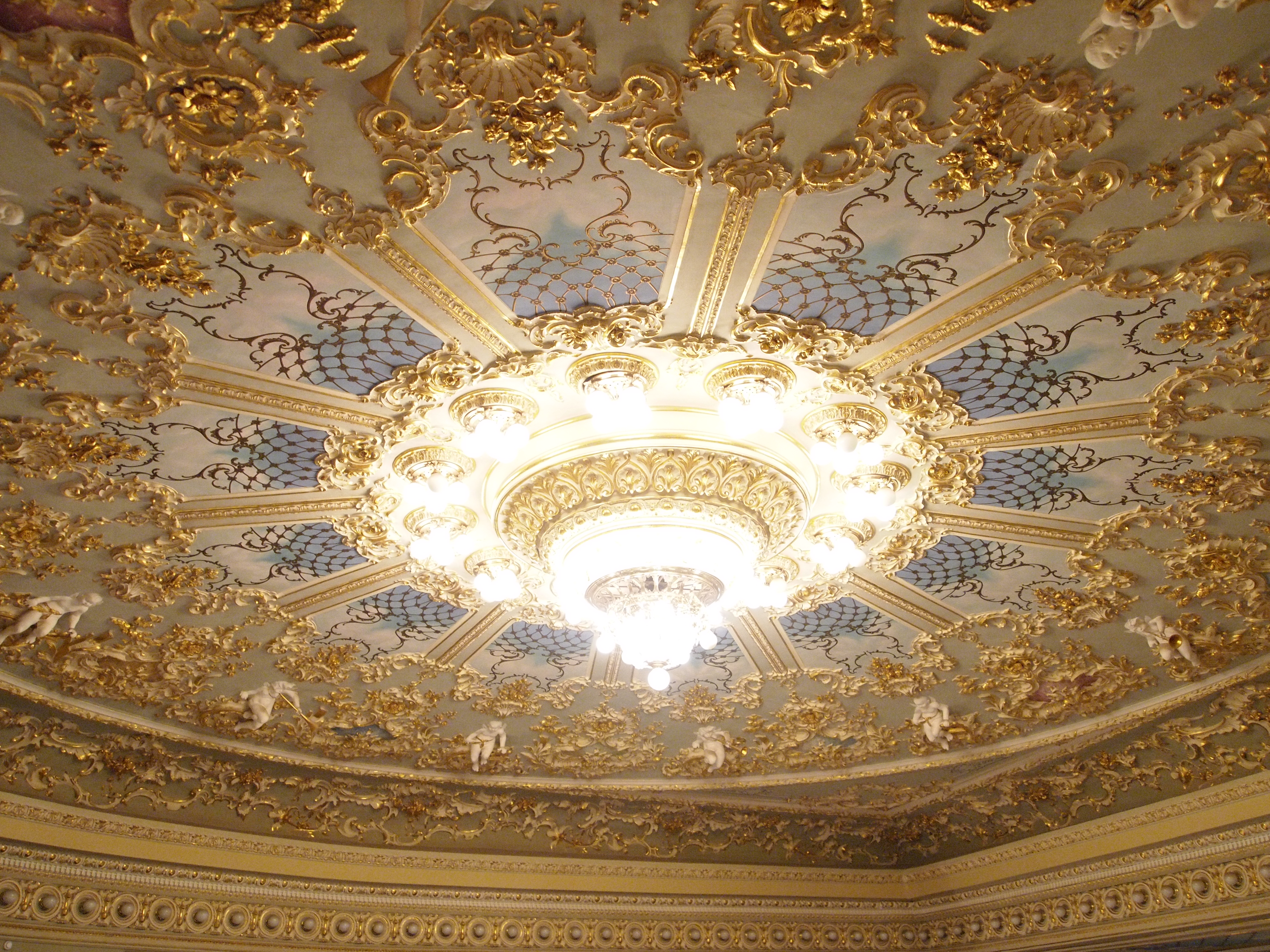
Decke im Rokokostil
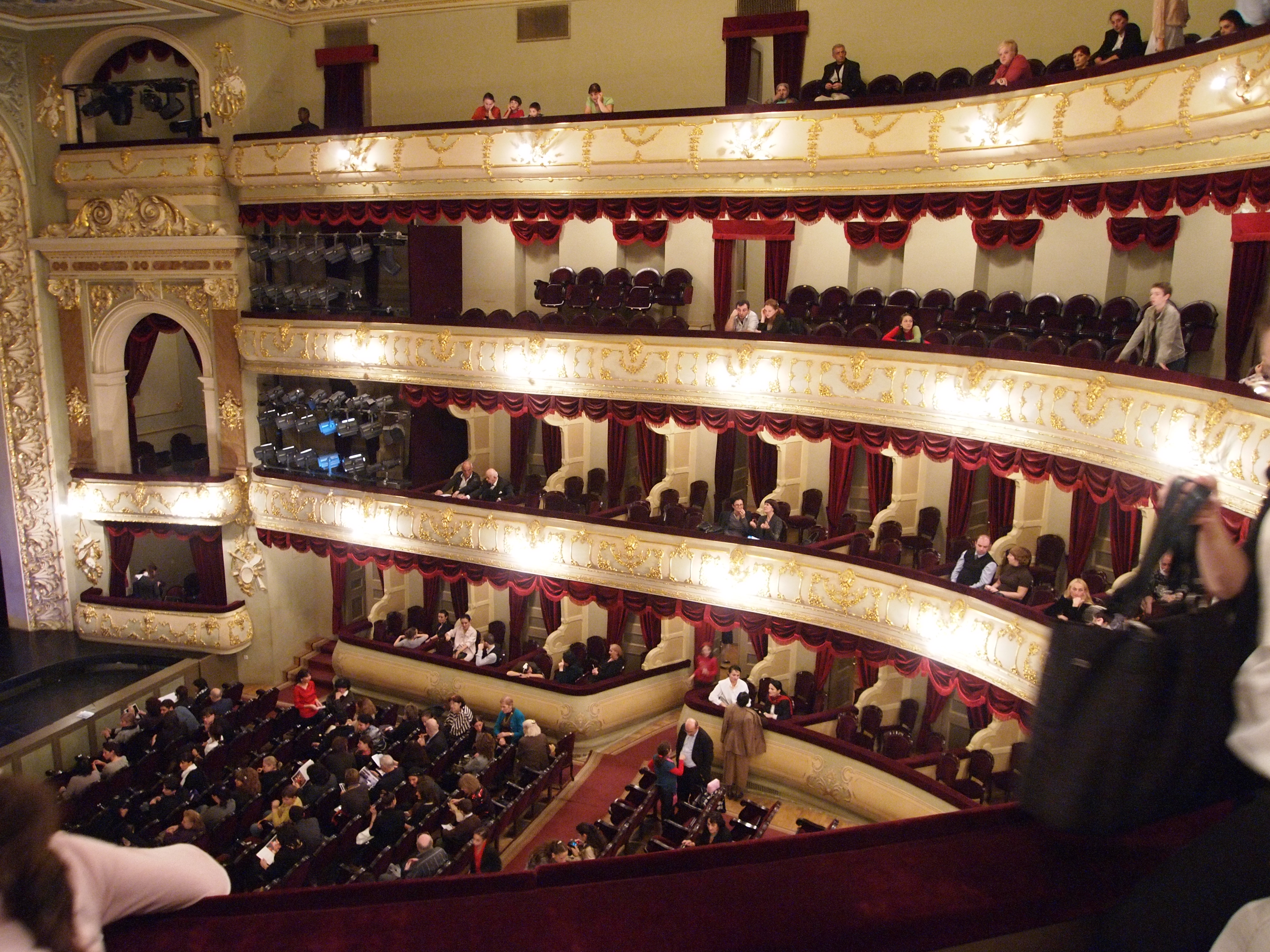
Logen in der Haupthalle
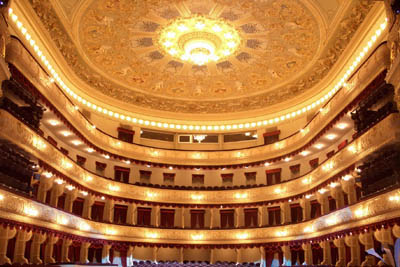
Logen und Decke